# Sisante (kommun)
Sisante är en kommun i Spanien.   Den ligger i provinsen Provincia de Cuenca och regionen Kastilien-La Mancha, i den centrala delen av landet, 180 km sydost om huvudstaden Madrid. Antalet invånare är 1 910.